# Kristina Borukowa
Kristina Borukowa (* 10. April 1998 in Plowdiw) ist eine bulgarische Sprinterin und Hürdenläuferin, die sich auf die 400-Meter-Distanz spezialisiert hat.

## Sportliche Laufbahn
Erste internationale Erfahrungen sammelte Kristina Borukowa beim Europäischen Olympischen Jugendfestival (EYOF) 2013 in Utrecht, bei dem sie im 400-Meter-Hürdenlauf mit 65,70 s in der ersten Runde ausschied. 2015 startete sie bei den Jugendweltmeisterschaften im kolumbianischen Cali, scheiterte aber auch dort mit 63,34 s im Vorlauf, wie auch bei den Leichtathletik-U20-Europameisterschaften 2017 in Grosseto mit 62,44 s. 2018 belegte sie bei den Balkan-Meisterschaften in Stara Sagora in 59,85 s den vierten Platz und erreichte mit der bulgarischen 4-mal-400-Meter-Staffel in 3:44,77 min Rang sechs. im Jahr darauf erreichte sie bei den Europaspielen in Minsk nach 3:29,25 min Rang 21 in der gemischten 4-mal-400-Meter-Staffel und anschließend klassierte sie sich bei den Balkan-Meisterschaften in Prawez in 59,74 s auf dem fünften Platz im Hürdenlauf und gewann mit der 4-mal-400-Meter-Staffel in 3:47,83 min die Silbermedaille. 2020 schied sie bei den Balkan-Hallenmeisterschaften in Istanbul mit 57,32 s in der Vorrunde über 400 Meter aus und belegte mit der Staffel in 3:52,11 min den vierten Platz. Bei den Freiluftmeisterschaften in Cluj-Napoca belegte sie in 60,97 s den fünften Platz im Hürdenlauf und gewann mit der 4-mal-100-Meter-Staffel in 47,33 s die Silbermedaille und sicherte sich mit der 4-mal-400-Meter-Staffel in 3:57,10 min die Bronzemedaille. 2021 wurde sie bei den Balkan-Hallenmeisterschaften in Istanbul in 3:51,25 min Sechste mit der Staffel. Ende Juni belegte sie bei den Freiluftmeisterschaften in Smederevo in 55,23 s den siebten Platz über 400 m und wurde in 58,91 s Fünfte über die Hürden. Im Jahr darauf gelangte sie bei den Balkan-Meisterschaften in Craiova mit 58,47 s auf den zweiten Platz im B-Lauf und im Jahr darauf wurde sie bei der 2. Liga der Team-Europameisterschaft im Rahmen der Europaspiele in Chorzów in 58,98 s Erste im B-Lauf. Anschließend belegte sie bei den Balkan-Meisterschaften in Kraljevo in 60,09 s den achten Platz. 2024 wurde sie bei den Balkan-Meisterschaften in Izmir in 59,50 s Zehnte im Hürdenlauf.
In den Jahren von 2017 bis 2022 wurde Borukowa jedes Jahr bulgarische Meisterin im 400-Meter-Hürdenlauf und von 2018 bis 2021 siegte sie auch über 400 Meter. Zudem wurde sie 2020 und 2021 Hallenmeisterin im 400-Meter-Lauf.

## Persönliche Bestleistungen
- 400 Meter: 55,14 s, 23. Juli 2019 in Sofia
  - 400 Meter (Halle): 55,76 s, 6. Februar 2021 in Sofia
- 400 m Hürden: 58,25 s, 11. Juni 2023 in Sofia